# Sven Oscarsson
Sven Gunnar Oscarsson född 26 augusti 1925 i Kristinehamn, död 1 december 1990 i Locknevi, var en svensk skulptör och tecknare. Han är son till lantbrukaren Gunnar Oscarsson och Helga Larsson. 
Oscarsson studerade skulptur vid Högre konstindustriella skolan i Stockholm 1947-1949. Han var anställd vid bildhuggare August Palms verkstad 1949-1951. Han fortsatte därefter sina studier i Paris. Tillsammans med Bror Strid och Eugen Kask ställde han ut i Frödinge och Vimmerby 1956. Han har medverkat i samlingsutställningen Västerviks höstsalong och Ankarsrums jubileumsutställning 1955. 
Hans konst består av skulpturer i sten eller terrakotta, som bildkonstnär består motiven av insekter och blommor. 